# Gangteng (klasztor)
Klasztor Gangteng (dzongkha: སྒང་སྟེང་དགོན་པ; Wylie: sgang steng dgon pa) - największy prywatny klasztor w Bhutanie, znany również pod nazwą Gangteng Sangnak Ciöling (dzongkha: སྒང་སྟེང་གསང་སྔགས་ཆོས་གླིང; Wylie: sgang steng gsang sngags chos gling). Znajduje się w dystrykcie Wangdu P'odrang.

## Geografia
Klasztor znajduje się w bhutańskim dystrykcie Wangdue Phodrang.

## Historia
Klasztor jest od czasu założenia tradycyjną siedzibą mistrzów dzogczen z reinkarnacyjnej linii Gangteng Tulku Rinpoczów, zwanych również Peling Gjalse Rinpoczami (Wylie: pad gling rgyal sras). Główny budynek zostały założony w 1613 r. pod nadzorem pierwszego w linii Gangtenga Tulku Gjalse Pema Dżinle (Wylie: Rgyal-sras Padma-’phrin-las; 1564–1642), który był wnukiem Pema Lingpy (1450–1521). Ostatnimi czasy został poddany gruntownej renowacji, aczkolwiek niedługo potem, tj. we wrześniu roku 2011, część konstrukcji i ozdób, włączając posągi buddyjskie, uległa uszkodzeniom na skutek lokalnego trzęsienia ziemi o sile 6,8 w skali Richtera.

## Religijna pozycja
W klasztorze kultywuje się bhutańską unikalną narodową buddyjską odmianę tradycji ningma zwaną Peling (Wylie: pad gling), której założycielem był Pema Lingpa. W klasztorze regułą zakonną jest Winaja Pitaka tradycji mūlasarvāstivādy. Obecnym i ostatnim Peling Gjalse Rinpoczem jest IX Gangteng Tulku Rinpocze Rikdzin Künsang Pema Namgjal. Jest on założycielem międzynarodowej wspólnoty praktykujących tradycję Peling zwanej "Yeshe Khorlo", która działa również w Polsce. Klasztor wnosi wkład w religijną i kulturalną unikalną tożsamość narodu bhutańskiego. Tradycja Pema Lingpy oraz tradycja Drukpa Kagju założona w Bhutanie przez Ngawang Namgyal są głównymi bhutańskimi odmianami buddyzmu tybetańskiego. Obecny Gangteng Tulku Rinpocze, na wzór swoich poprzedników, przyjmowany jest przez rodzinę królewską Bhutanu jako zwierzchnik religijny.

## Architektura

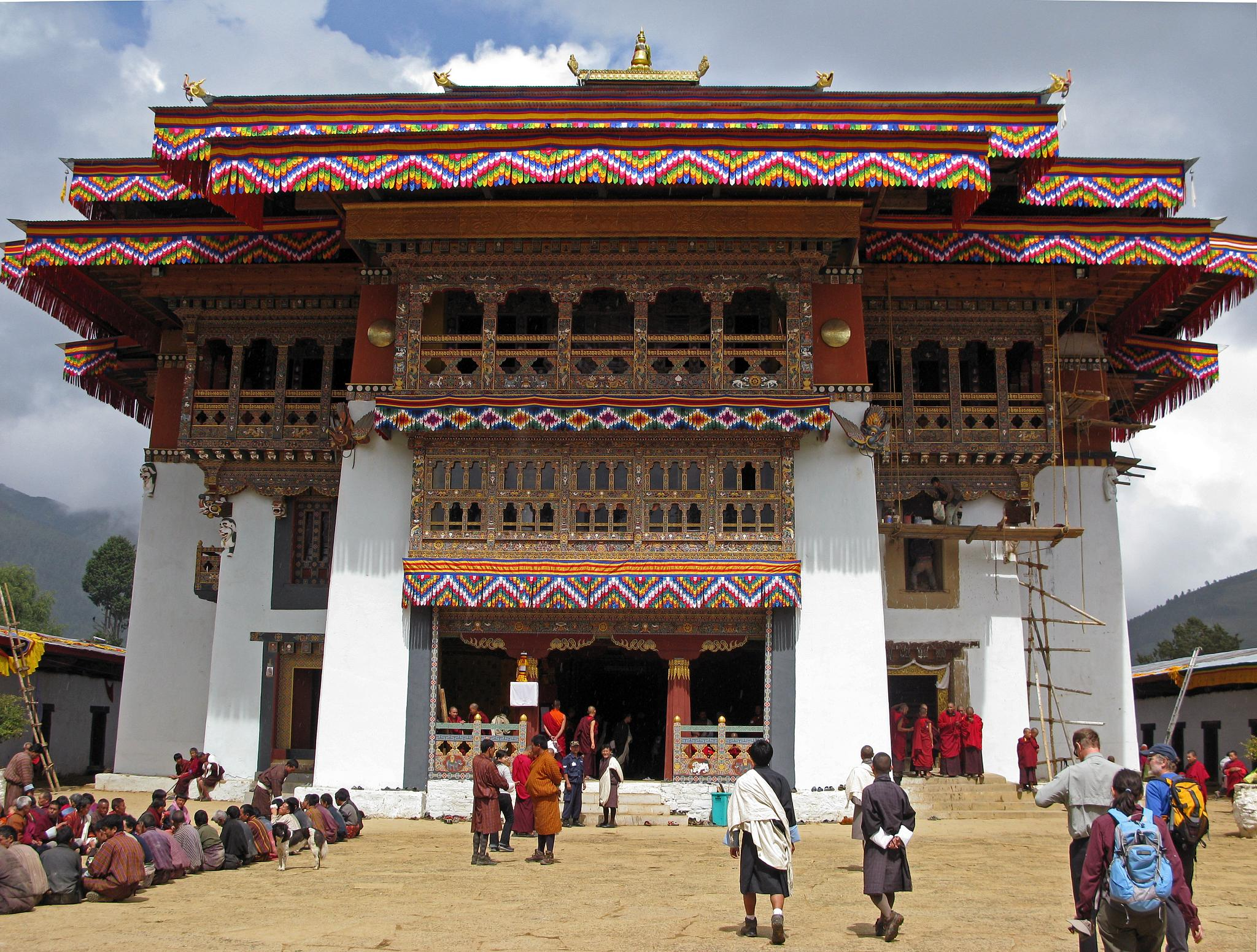
Elewacja frontowa głównego budynku klasztoru Gangteng
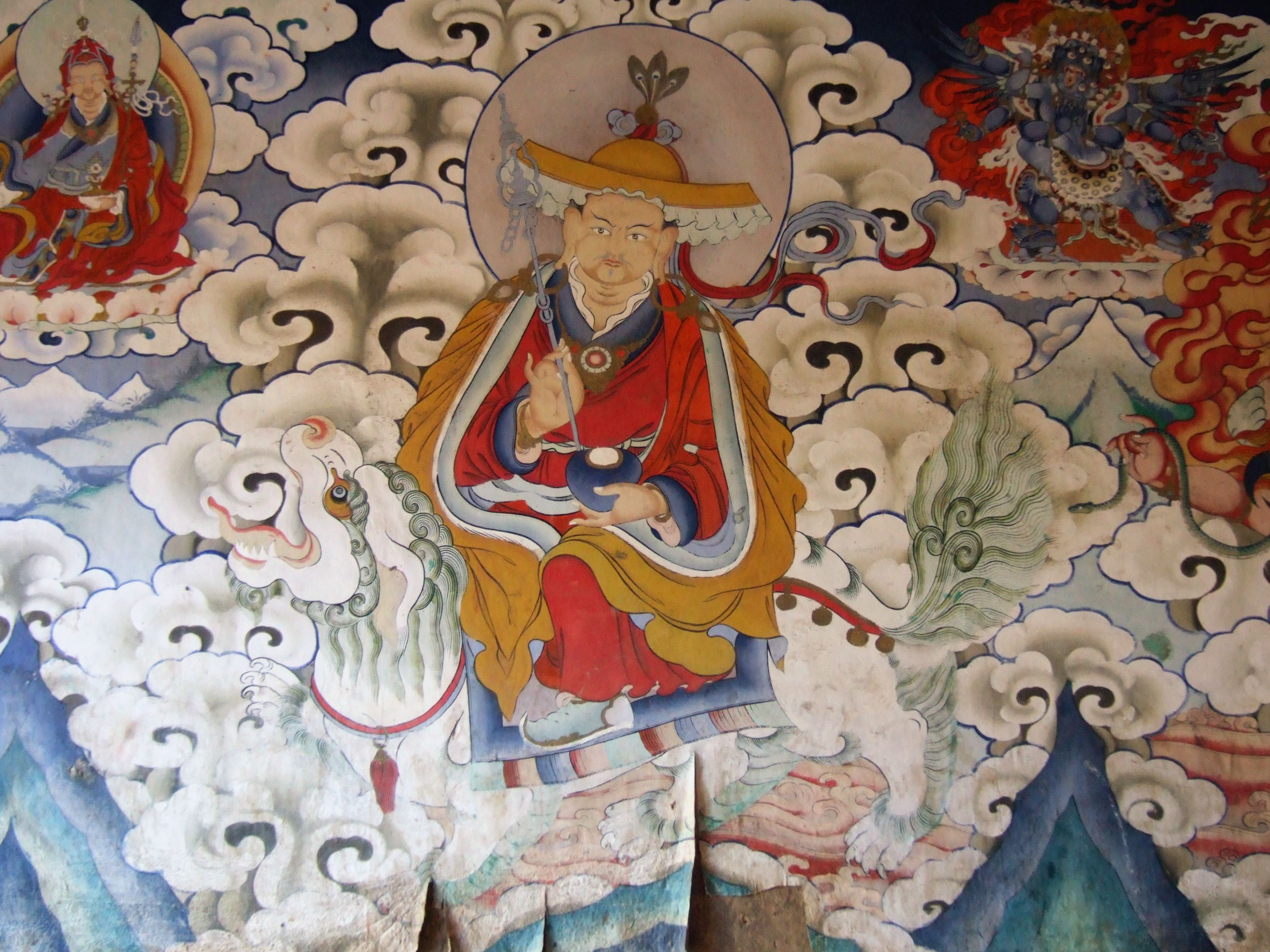
Malowidło ścienne znajdujące się u wejścia do klasztoru przedstawiające jednego ze strażników Dharmy klasztoru.
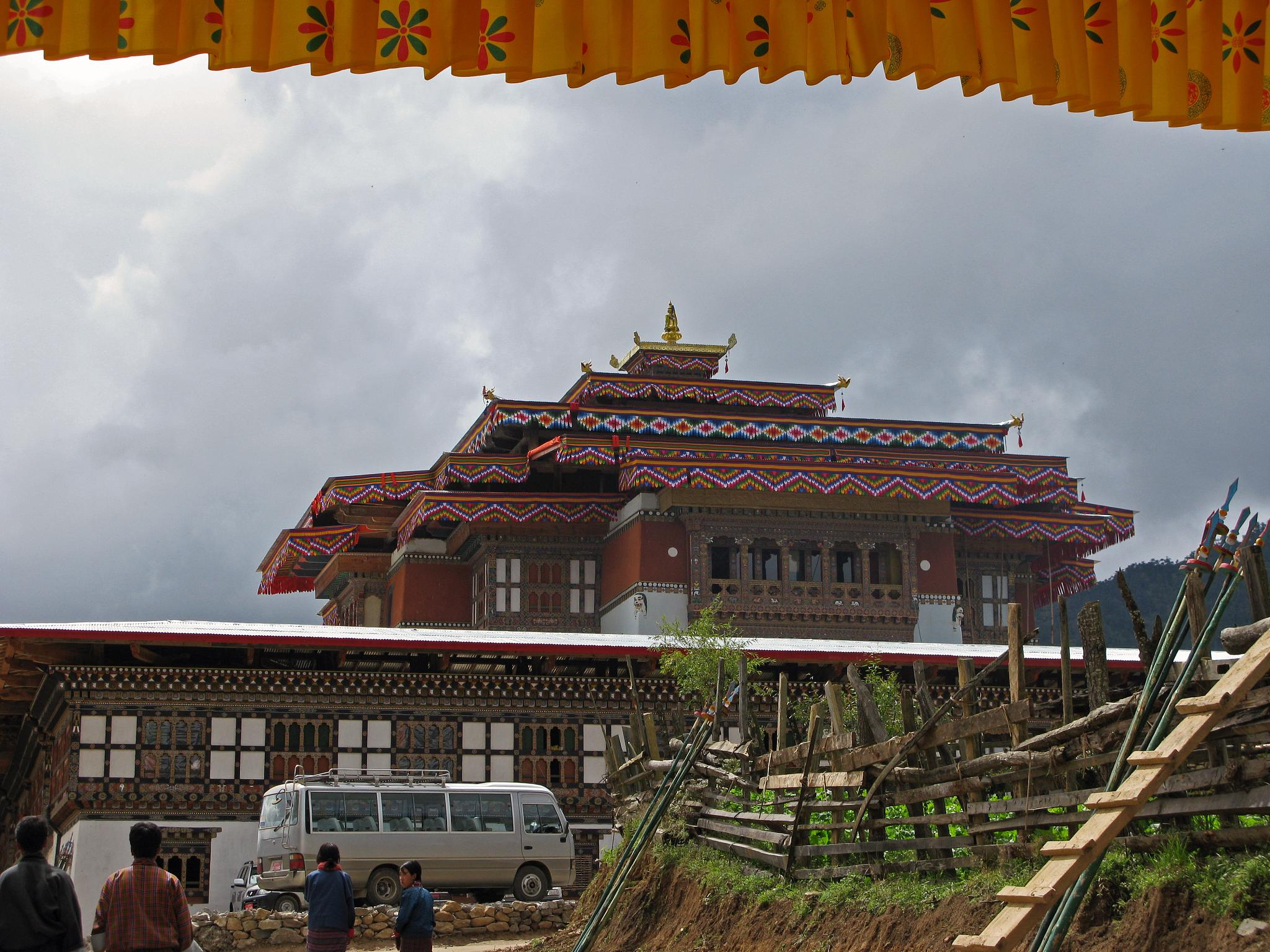
Widok z drogi na klasztor Gangteng
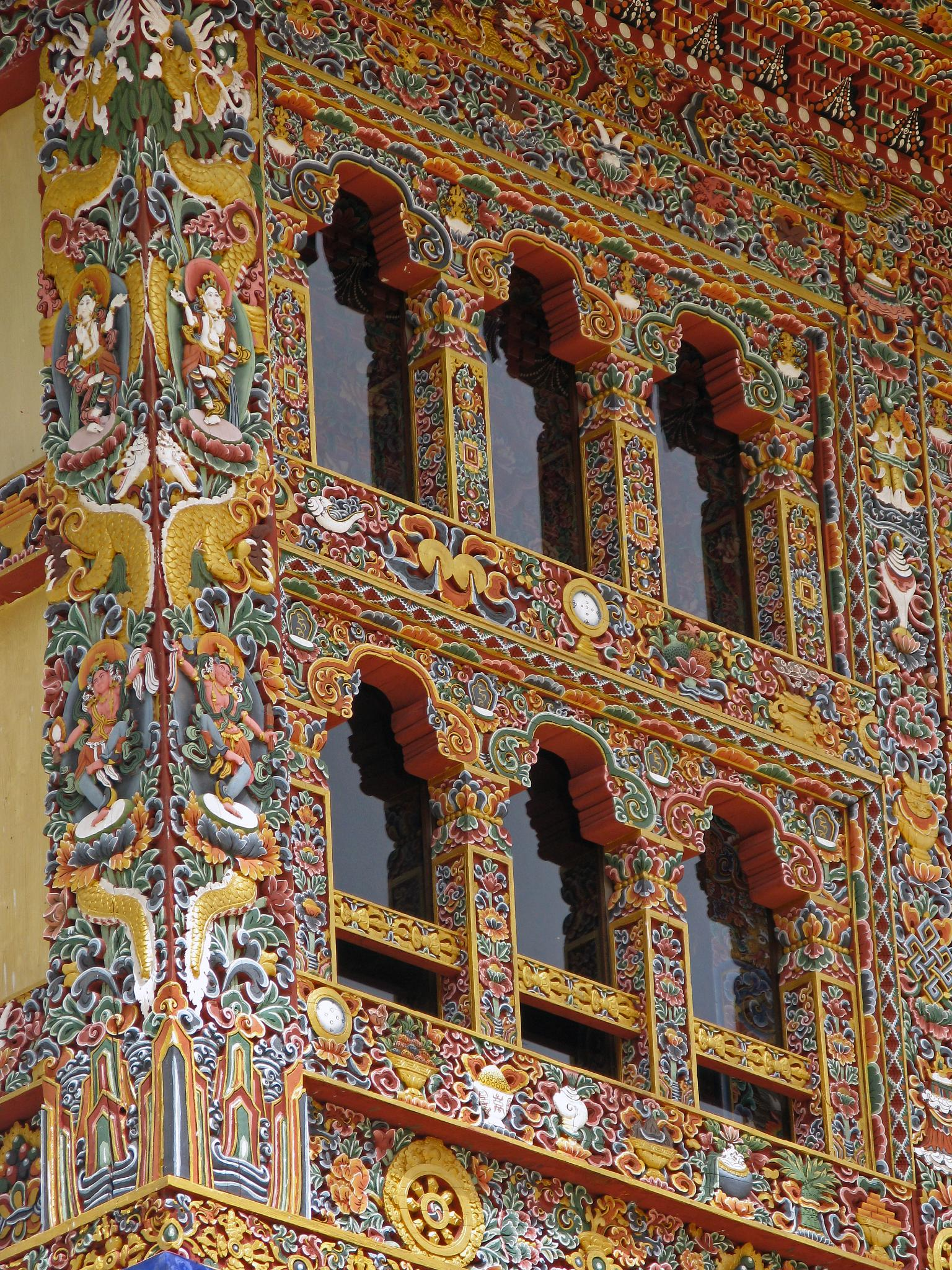
Detale okien klasztornego holu modlitewnego
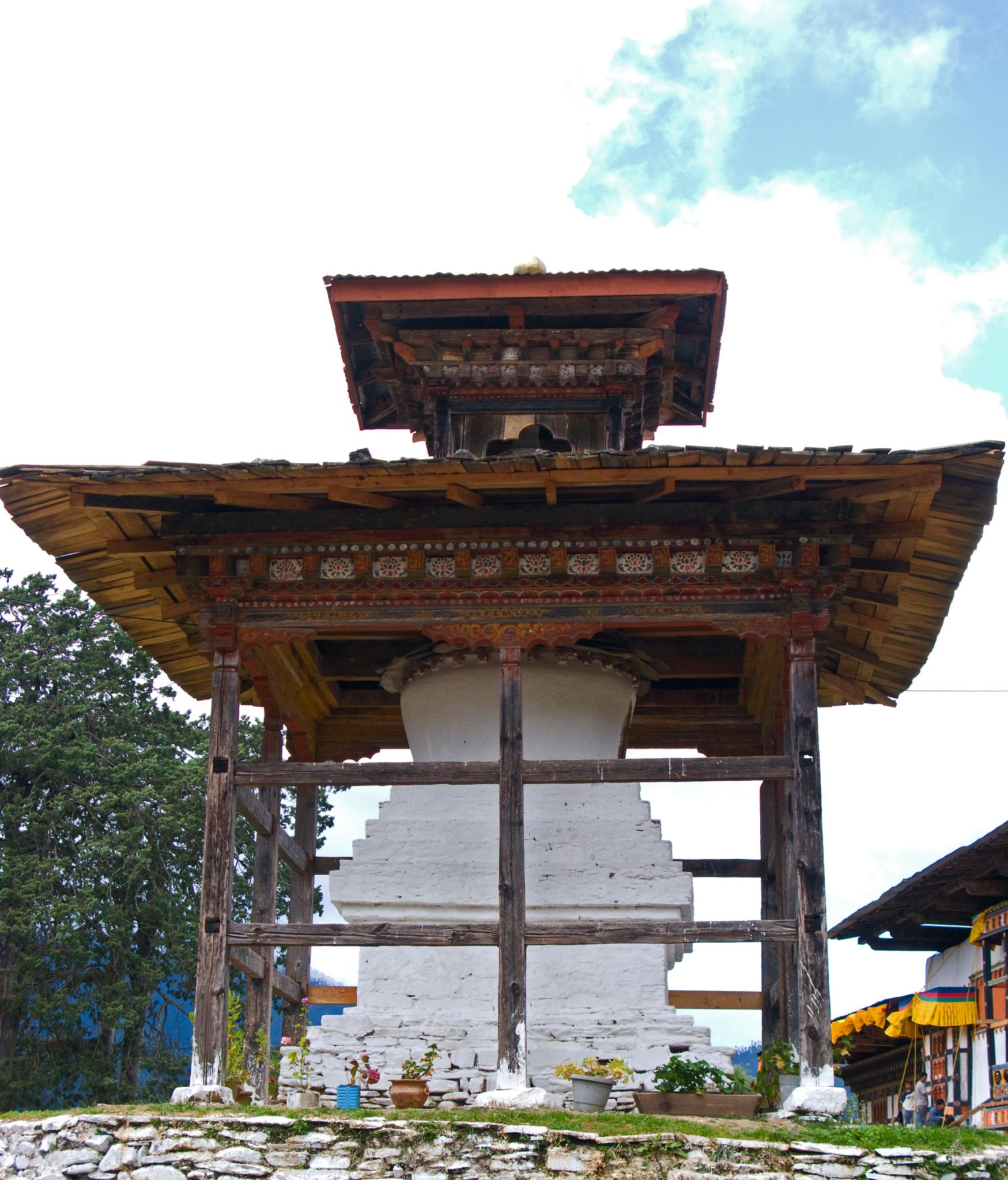
Stupa przyklasztorna
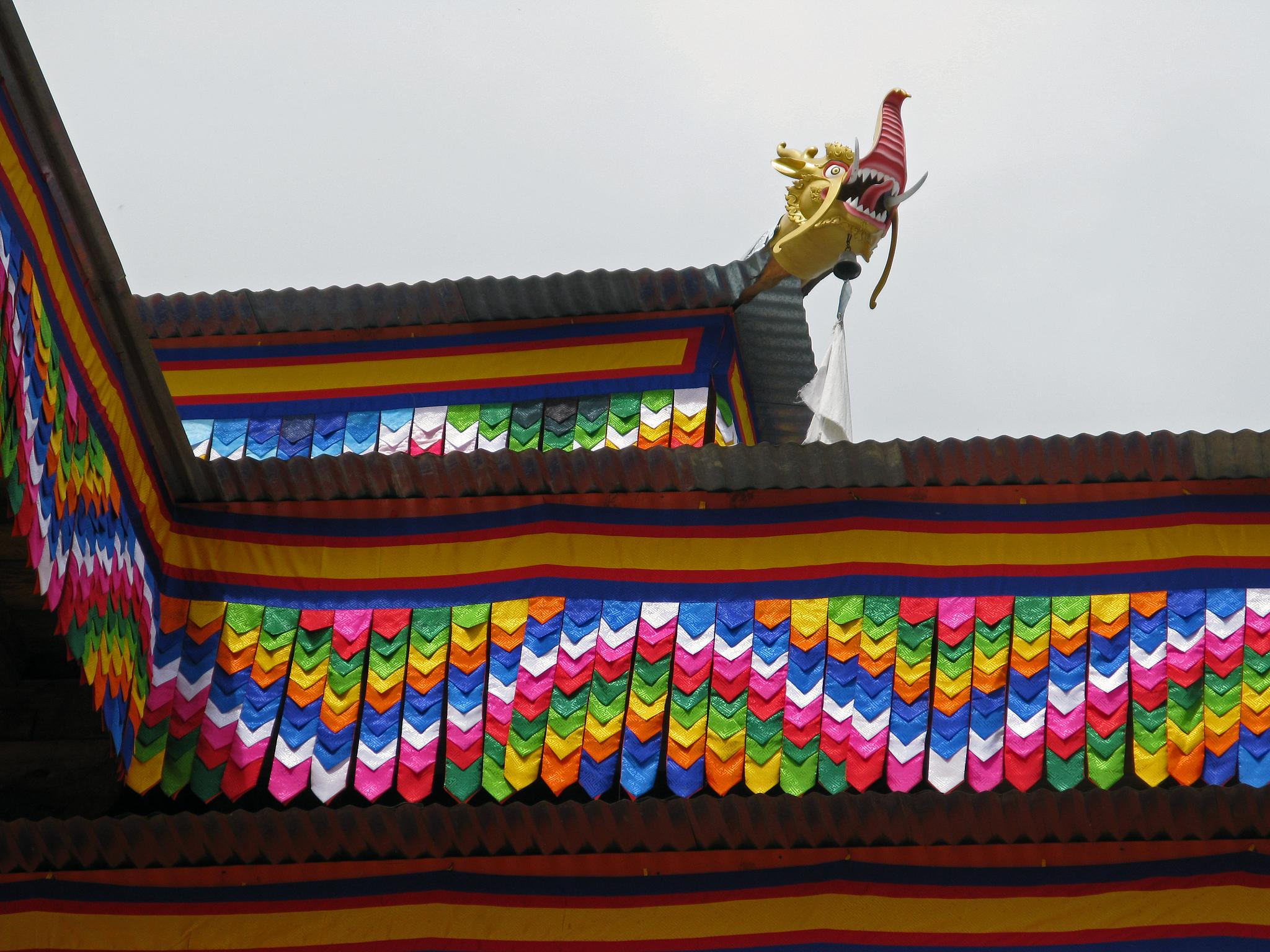
Detale zadaszenia głównego budynku klasztornego